# Kypriádou
Kypriádou (en grec moderne : Κυπριάδου ou Κυπριάδη (Kypriádi)) est un quartier situé au nord d'Athènes, en Grèce.  Il est bordé par Galatsi, Rizoúpoli, Áno Patíssia et le Complexe scolaire de Grava (el), qui comprend 24 établissements scolaires.

## Source
- (el) Cet article est partiellement ou en totalité issu de l’article de Wikipédia en grec moderne intitulé « Κυπριάδου » (voir la liste des auteurs).